# Сергеева, Валентина Георгиевна
Валентина Георгиевна Сергеева (род. 15 июня 1948 года, Ленинград) — русская поэтесса, вице-президент общественной организации под названием «Академия Российской Словесности и Изящных искусств им. Г. Р. Державина» (президент — Евгений Раевский), член литобъединения под названием «Российский Межрегиональный Союз писателей» (председатель Правления — Евгений Раевский), доктор экономических наук.

## Биография
В 1967 году окончила «ЛАДТ», в 1978 году — Ленинградский инженерно-экономический институт имени Пальмиро Тольятти, затем Университет технического творчества. Автор 90 запатентованных изобретений и научного открытия. За внедрение изобретений получила Серебряную и Золотую медали инновационного салона в Брюсселе и Золотую медаль международной выставки в Женеве. Награждена рядом государственных и общественных наград, орденом правительства Бельгии «Де Шевалье».
Валентина Сергеева является автором 17-ти поэтических книг и нескольких компакт-дисков. Как с поэтессой, с ней сотрудничают самые разные композиторы — Исаак Шварц, Виктор Плешак, Григорий Гладков, Александр Журбин, Евгений Дога, солист группы «Секрет» Андрей Заблудовский, главный дирижёр ансамбля песни и пляски Ленинградского Военного Округа Евгений Казановский. Песни на её стихи исполняют певцы и актёры — Нани Брегвадзе, Валентина Толкунова, Лев Лещенко, Михаил Боярский, Дмитрий Харатьян, Игорь Скляр, Татьяна Буланова, Алёна Биккулова, Эдуард Хиль, Дмитрий Певцов, Виктор Кривонос, Анна Ковальчук и др..

## Творчество

### Книги
- 2005 — «Моя Россия»
- 2006 — «Главный секрет»[5]

### Дискография
- «Высший суд» (CD)
- «Зовут нас звёзды» (CD)
- «Это чудо Новый год» (CD)
- «Раздаю прохожим счастье» (CD)
- «Дорога в удачу» (CD)[5]

### Избранные песни
- «Встреча» (музыка Григория Гладкова), исполняет Валентина Толкунова
- «Август» (музыка Григория Гладкова), исполняет Дмитрий Певцов
- «Будущее есть» (музыка Григория Гладкова), исполняет Дмитрий Харатьян
- «Космос» (музыка Григория Гладкова), исполняет Лев Лещенко
- «Маска» (музыка Виктора Плешака), исполняет Михаил Боярский
- «Злу назло!» (музыка Виктора Плешака), исполняет Михаил Боярский
- «Новый год» (музыка Виктора Плешака), исполняет Михаил Боярский
- «Баллада о бездомном барде» (музыка Виктора Плешака), исполняет Игорь Скляр
- «Дублёр» (музыка Виктора Плешака), исполняет Игорь Скляр
- «Не быть вдвоём» (музыка Виктора Плешака), исполняет Анна Ковальчук
- «Просто король» (музыка Виктора Плешака), исполняет Марина Капуро
- «Ах, девчонки!» (музыка Виктора Плешака), исполняет Виктор Кривонос
- «Подарок» (музыка Андрея Заблудовского), исполняет Татьяна Буланова
- «У окна» (музыка Исаака Шварца), исполняет Татьяна Буланова[6]
- «Музыка» (музыка Юлиана Донская), исполняет Евгений Кунгуров